# Six (serie de televisión)
Six (estilizada como SIX) es una serie televisiva estadounidense. La serie fue ordenada por History con una orden inicial de ocho episodios. Los dos primeros episodios fueron dirigidos por Lesli Linka Glatter. Six se estrenó el 18 de enero de 2017.
Six fue renovado por una segunda temporada de 10 episodios el 23 de febrero de 2017, que se estrenó en 2018.

## Sinopsis
La serie narra las operaciones y la vida cotidiana de los soldados y operadores que forman parte del Grupo de Desarrollo de Guerra Naval Especial de los Estados Unidos Navy SEAL (DEVGRU) mejor conocidos como SEAL Team Six, la cual es una de las unidades de lucha contra el terrorismo de las Fuerzas Armadas de los Estados Unidos.
Durante el 2014 durante una misión en Afganistán para eliminar a un líder talibán (Emir Mutaqui), el líder de la tropa Richard "Rip" Taggart, toma una decisión cuestionable cuando decide matar a un terrorista de origen estadounidense que se había rendido, sin saber que el otro terrorista que estaba rendido a su lado y a quien le perdonó la vida, era el hermano. Dos años después Rip, abandona la armada y a su equipo y comienza a trabajar como contratista de seguridad privado en Nigeria mientras ayuda a proteger una escuela de niñas, sin embargo cuando es capturado por la organización terrorista "Boko Haram", su antiguo equipo: el SEAL Team Six conformado por Ricky "Buddha" Ortiz, Alex Caulder, Beauregard "Buck" Buckley, Armin "Fishbait" Khan, Robert Chase III y su nuevo líder John "Bear" Graves deberán localizarlo y rescatarlo, ya que el líder de Boko Haram decide entregar a Rip al hermano del terrorista estadounidense que murió en Afganistán y que busca vengar su muerte.

## Personajes

### Personajes principales
| Actor           | Personaje             | Ocupación                                    | Episodios | Duración        |
| --------------- | --------------------- | -------------------------------------------- | --------- | --------------- |
| Barry Sloane    | John "Bear" Graves    | Líder del Navy SEAL Team Six                 | 8         | 2017 - presente |
| Juan Pablo Raba | Ricky "Buddha" Ortiz  | Soldado del SEAL Team Six                    | 8         | 2017 - presente |
| Kyle Schmid     | Alex Caulder          | Soldado del Navy SEAL Team Six               | 8         | 2017 - presente |
| Jaylen Moore    | Armin "Fishbait" Khan | Soldado del Navy SEAL Team Six               | 8         | 2017 - presente |
| Walton Goggins  | Richard "Rip" Taggart | Contratista / exlíder del Navy SEAL Team Six | 8         | 2017 - presente |
| Edwin Hodge     | Robert Chase III      | Soldado del Navy SEAL Team Six               | 8         | 2017 - presente |
| Dominic Adams   | Michael Nasry         | Terrorista                                   | 8         | 2017 - presente |

### Personajes recurrentes
| Actor               | Personaje        | Ocupación                    | Episodios | Duración        |
| ------------------- | ---------------- | ---------------------------- | --------- | --------------- |
| Michael Zovistoski  | -                | Soldado / SEAL               | 8         | 2017 - presente |
| Reid Doyle          | -                | Soldado / SEAL               | 8         | 2017 - presente |
| Brianne Davis       | Lena Graves      | Esposa de John               | 8         | 2017 - presente |
| Nadine Velazquez    | Jackie Ortiz     | Esposa de Ricky              | 8         | 2017 - presente |
| Nondumiso Tembe     | Na'omi           | Maestra                      | 8         | 2017 - presente |
| Tyla Harris         | Esther           | -                            | 8         | 2017 - presente |
| Zeeko Zaki          | Akmal Barayev    | Dueño del Centro Yihadista   | 8         | 2017 - presente |
| Kurt Barner         | -                | Técnico Militar              | 8         | 2017 - presente |
| Tyla Harris         | Esther           | Estudiante                   | 8         | 2017 - presente |
| Rus Blackwell       | Atkins           | Comandante                   | 7         | 2017 - presente |
| Jessica Garza       | Anabel Ortiz     | -                            | 7         | 2017 - presente |
| Joshua Gage         | Ricky Ortiz, Jr. | -                            | 7         | 2017 - presente |
| Lindsley Register   | Dharma Caulder   | -                            | 6         | 2017 - presente |
| Angela Relucio      | Lt. Camille Fung | Teniente                     | 5         | 2017 - presente |
| Niyi Oni            | Quayum           | -                            | 5         | 2017 - presente |
| Lee Spencer         | Terry McAlwain   | -                            | 5         | 2017 - presente |
| Matt Burke          | Nick             | -                            | 5         | 2017 - presente |
| David Jimerson      | -                | Técnico de SEAL              | 5         | 2017 - presente |
| Donnie Bentley      | -                | Soldado / SEAL               | 4         | 2017 - presente |
| Philip Fornah       | Aabid            | -                            | 4         | 2017 - presente |
| Tyler Chase         | Kashif           | -                            | 4         | 2017 - presente |
| Arnold Chanakira    | Hakeem           | -                            | 4         | 2017 - presente |
| Jerimiah Adkins     | -                | Técnico Militar              | 4         | 2017 - presente |
| DeAaron McGlockling | -                | Terrorista del Boko Haram    | 3         | 2017 - presente |
| Ellen Hollman       | Gloria Taggart   | -                            | 2         | 2017 - presente |
| David Reid          | -                | Soldado                      | 1         | 2017 - presente |
| Wes Kidd            | -                | Soldado                      | 1         | 2017 - presente |
| Warren Brehmer      | -                | Técnico de la Armada         | 1         | 2017 - presente |
| Teri Wyble          | Erica Caulder    | -                            | 1         | 2017 - presente |
| Yoshi Barrigas      | Omar Nasry       | Hermano de Michael           | 1         | 2017 - presente |
| Conphidance         | -                | Activo de la CIA / Conductor | 1         | 2017 - presente |

### Próximos personajes
| Actor          | Personaje | Ocupación                    | Fecha de Aparición |
| -------------- | --------- | ---------------------------- | ------------------ |
| Olivia Munn    | Gina      | Agente de la CIA             | 2018               |
| Eric Ladin     | Trevor    | Soldado / SEAL               | 2018               |
| Erik Palladino | Hughes    | Comandante del SEAL Team Six | 2018               |

### Antiguos personajes principales
| Actor      | Personaje                 | Ocupación                      | Episodios | Duración | Estado | Notas                                                  |
| ---------- | ------------------------- | ------------------------------ | --------- | -------- | ------ | ------------------------------------------------------ |
| Donny Boaz | Beauregard "Buck" Buckley | Soldado del Navy SEAL Team Six | 5         | 2017     | Muerto | murió debido a las heridas que sufrió luego del ataque |

### Antiguos personajes recurrentes
| Actor            | Personaje             | Ocupación      | Episodios | Duración | Estado | Notas             |
| ---------------- | --------------------- | -------------- | --------- | -------- | ------ | ----------------- |
| Britt Rentschler | Tammi Buckley         | Esposa de Buck | 5         | 2017     | -      | -                 |
| Jarreth J. Merz  | Emir Hatim Al-Muttaqi | Terrorista     | 4         | 2017     | Muerto | asesinado por Rip |

## Episodios
La primera temporada estuvo conformada por 8 episodios, mientras que la segunda temporada estará conformada por 10 episodios.

## Producción
La serie fue ordenada por la cadena History.
La serie es creada por William Broyles (quien escribió el guion de la película "Jarhead"), su hijo David Broyles y Harvey Weinstein. Y contará con el retirado soldado Navy Seal de los Estados Unidos Mitchell Hall (quien ha participado en películas como "Zero Dark Thirty" y "Lone Survivor"), apoyará como asesor técnico en la serie. 
En la dirección estarán a cargo Lesli Linka Glatter (quien dirigió los dos primeros episodios de la serie), Mikael Salomon y Kimberly Peirce; escrita por William Broyles y David Broyles (un veterano de operaciones especiales militares inspirado por los acontecimientos actuales). También contará con los productores ejecutivos William Broyles, David Broyles, Harvey Weinstein, Bob Weinstein, Alfredo Barrios, Jr. y George W. Perkins.
La música quedó a cargo de Marco Beltrami, Dennis Smith y Stephen Endelman.
En abril del 2016 se anunció que el actor Joe Manganiello quien se había unido al elenco en el papel de Rip Taggart, se había retirado de la serie debido a problemas de salud y que se escogería a otro actor para interpretar a Rip.
El actor Christopher Backus también se había unido a la serie en el papel de Sean, un reportero gráfico, sin embargo posteriormente se anunció que había dejado la serie antes de que comenzara sus filmaciones para unirse a la serie Roadies.

### Emisión en otros países
| País     | Título                     | Cadenas    | Fecha de Inicio                   | Fecha de Finalización |
| -------- | -------------------------- | ---------- | --------------------------------- | --------------------- |
| Bulgaria | Морски тюлени: Шести отряд | -          | -                                 | -                     |
| España   | -                          | HBO España | 19 de enero de 2017               | -                     |
| Suecia   | -                          | -          | 19 de enero de 2017 (en internet) | -                     |

### Recepción
En Metacritic, Six tiene una calificación de 54 sobre 100 basado en 14 opiniones, lo que indica "comentarios mixtos".
El programa también tiene una calificación de 55% basado en 11 opiniones en Rotten Tomatoes, declarando "En Six su acción bien elaborado y atractivos personajes son interesantes, a pesar de la pretensión trillada de la serie y la narrativa familiar".